# サウジアラビア防空軍
サウジアラビア防空軍（サウジアラビアぼうくうぐん、アラビア語: قوات الدفاع الجوي الملكي السعودي）は、司令部をリヤドに置く、サウジアラビア王国の軍隊である。サウジアラビア軍の陸海空に次ぐ第4の組織である。1970年にハーリド・ビン・スルタン・アル・サウード陸軍元帥によって独立するまで、防空軍は陸軍の内部組織であった。
サウジアラビア防空軍には、サウジアラビア最先端のレーダーネットワークによる対空システムを備えた司令部があり、そのシステムの精度は世界でも最高峰であると称される。

## 対空システム
- ロッキード・マーティン製AN/FPS-117長距離フェーズドアレイレーダー[1] - 17基
- ノースロップ・グラマン製AN/TPS-43（英語版）可搬3次元レーダー[1] - 6基
- レイセオン製地対空ミサイルホーク[1]
- レイセオン製地対空ミサイルMIM-104 パトリオット[1]
- ラインメタル・エアー・ディフェンス（英語版）製短距離35mm連装スカイガード対空システム[1]